# Sítio CpG

Um sítio CpG, ou seja, a sequência de nucleotídeos "5'-C-fosfato-G-3'", está indicada em uma fita de DNA (em amarelo). Na fita de DNA reversa (em azul), o sítio complementar 5'-CpG-3' é mostrado. Um pareamento de bases CG entre as duas fitas de DNA também é indicado (direita)

Os sítios CpG ou sítios CG são regiões do DNA onde um nucleotídeo citosina é seguido por um nucleotídeo guanina na sequência linear de bases ao longo de sua direção 5' → 3'. Os sítios CpG ocorrem com alta frequência em regiões genômicas chamadas ilhas CpG (ou ilhas CG).
As citosinas em dinucleotídeos CpG podem ser metiladas para formar 5-metilcitosinas. As enzimas que adicionam um grupo metil são chamadas de DNA metiltransferases . Nos mamíferos, 70% a 80% das citosinas CpG são metiladas. A metilação da citosina dentro de um gene pode alterar sua expressão, um mecanismo que faz parte de um campo maior da ciência que estuda a regulação do gene que é chamado de epigenética . As citosinas metiladas frequentemente sofrem mutação para timinas .
Em humanos, cerca de 70% dos promotores localizados perto do sítio de início da transcrição de um gene (promotores proximais) contêm uma ilha CpG.

## Características CpG

### Definição
CpG é uma abreviação de 5'—C—fosfato—G—3', ou seja, citosina e guanina separadas por apenas um grupo fosfato; fosfato liga quaisquer dois nucleosídeos juntos no DNA. A notação CpG é usada para distinguir esta sequência linear de fita simples do pareamento de bases CG de citosina e guanina para sequências de fita dupla. A notação CpG deve, portanto, ser interpretada como a citosina sendo 5 prime da base guanina. CpG não deve ser confundido com GpC, este significando que uma guanina é seguida por uma citosina na direção 5' → 3' de uma sequência de fita simples.

### Sub-representação causada pela alta taxa de mutação
Os dinucleotídeos CpG têm sido observados há muito tempo com uma frequência muito menor na sequência de genomas de vertebrados do que seria esperado devido ao acaso. Por exemplo, no genoma humano, que tem um conteúdo de 42% de GC, seria esperado que ocorresse, {\displaystyle 0.21\times 0.21=4.41\%} do tempo um par de nucleotídeos consistindo de citosina seguida de guanina. A frequência de dinucleotídeos CpG em genomas humanos é inferior a um quinto da frequência esperada.
Esta sub-representação é uma consequência da alta taxa de mutação de sítios CpG metilados: a desaminação que ocorre espontaneamente de uma citosina metilada resulta em uma timina, e as bases desemparelhadas G:T resultantes são muitas vezes inadequadamente resolvidas para A:T; enquanto a desaminação da citosina não metilada resulta em uma uracila, que como base estranha é rapidamente substituída por uma citosina pelo mecanismo de reparo por excisão de base. A taxa de transição de C para T em sítios CpG metilados é ~10 vezes maior do que em sítios não metilados.

### Distribuição genômica
| Sítios CpG | Sítios GpC |
| --- | ---------- |
| |            |
| Distribuição de sítios CpG (esquerda: em vermelho) e sítios GpC (direita: em verde) no gene APRT humano. CpG são mais abundantes na região a montante do gene, onde formam uma ilha CpG, enquanto GpC são distribuídos de forma mais uniforme. Os 5 exons do gene APRT são indicados (azul), e os códons de início (ATG) e de parada (TGA) são enfatizados (negrito azul). |            |

Os dinucleotídeos CpG ocorrem frequentemente em ilhas CpG (veja a definição de ilhas CpG abaixo). Existem 28.890 ilhas CpG no genoma humano (50.267 se incluirmos ilhas CpG em sequências repetidas). Isso está de acordo com as 28.519 ilhas CpG encontradas por Venter et al. uma vez que a sequência do genoma estudada por Venter et al. não incluiu os interiores de elementos repetitivos altamente semelhantes e as regiões de repetição extremamente densas próximas aos centrômeros. Como as ilhas CpG contêm múltiplas sequências de dinucleotídeos CpG, parece haver mais de 20 milhões de dinucleotídeos CpG no genoma humano.

## Ilhas CpG

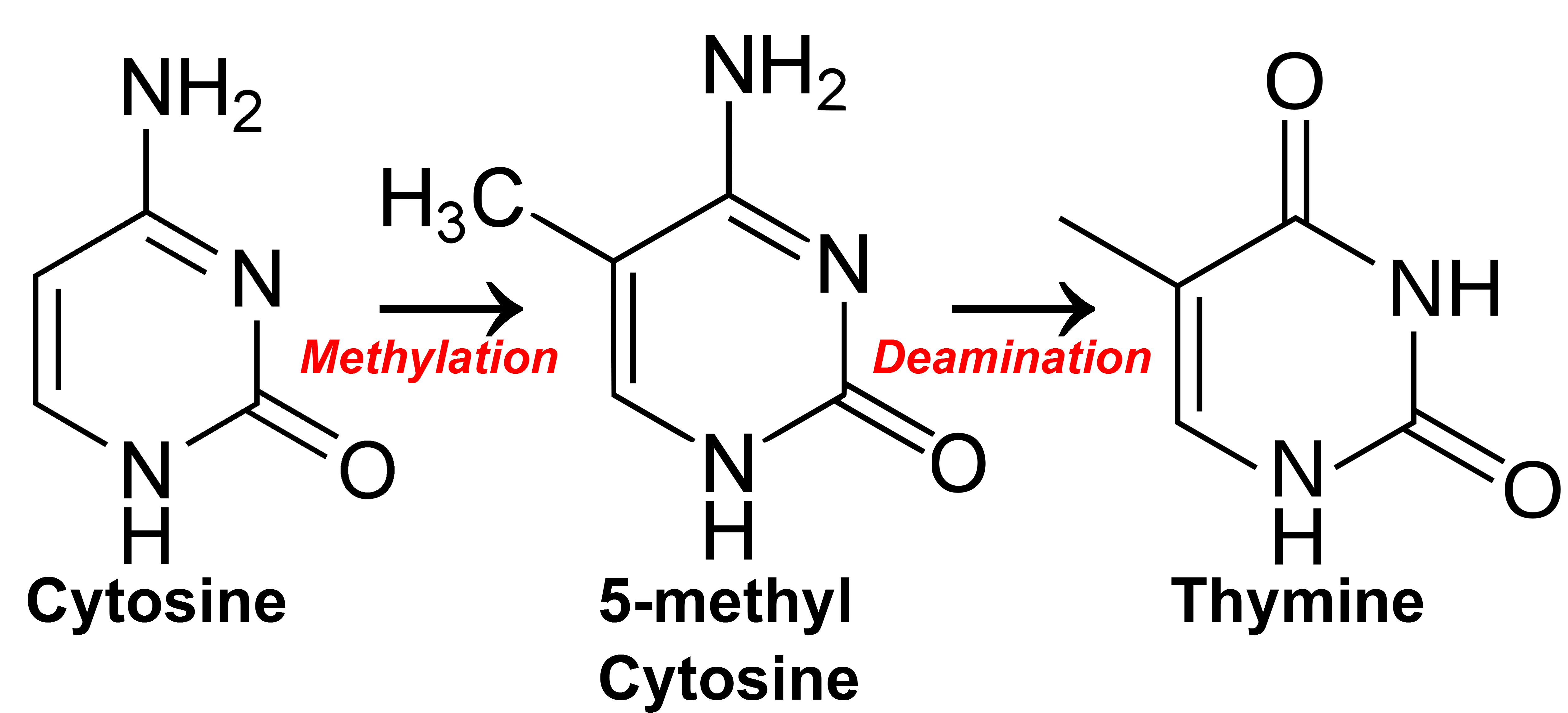
Como a metilação de sítios CpG seguida de desaminação espontânea leva à falta de sítios CpG no DNA metilado. Como resultado, ilhas CpG residuais são criadas em áreas onde a metilação é rara e os locais CpG permanecem (ou onde a mutação C para T é altamente prejudicial).

As ilhas CpG (ou ilhas CG) são regiões com alta frequência de sítios CpG. Embora as definições objetivas para ilhas CpG sejam limitadas, a definição formal usual é uma região com pelo menos 200 pb, uma porcentagem de GC maior que 50% e uma razão CpG observada-esperada maior que 60%. A "razão CpG observada para o esperado" pode ser derivada onde o observado é calculado como: {\displaystyle ({\text{number of }}CpGs)} e o esperado como {\displaystyle ({\text{number of }}C*{\text{number of }}G)/{\text{length of sequence}}}  ou {\displaystyle (({\text{number of }}C+{\text{number of }}G)/2)^{2}/{\text{length of sequence}}} .
Muitos genes em genomas de mamíferos têm ilhas CpG associadas ao início do gene (regiões promotoras). Por isso, a presença de uma ilha CpG é utilizada para auxiliar na predição e anotação de genes.
Em genomas de mamíferos, as ilhas CpG são tipicamente de 300 a 3.000 pares de bases de comprimento e foram encontradas em aproximadamente 40% dos promotores de genes de mamíferos. Mais de 60% dos genes humanos e quase todos os genes de manutenção têm seus promotores incorporados em ilhas CpG. Dada a frequência das sequências de dois nucleotídeos do GC, o número de dinucleotídeos CpG é muito menor do que seria esperado.
Um estudo de 2002 revisou as regras de previsão de ilhas CpG para excluir outras sequências genômicas ricas em GC, como repetições Alu . Com base em uma extensa pesquisa nas sequências completas dos cromossomos humanos 21 e 22, as regiões de DNA maiores que 500 bp foram encontradas com maior probabilidade de serem as "verdadeiras" ilhas CpG associadas às regiões 5' dos genes se tivessem um conteúdo de GC maior que 55%, e uma razão CpG observada-esperada de 65%.
As ilhas CpG são caracterizadas por um conteúdo de dinucleotídeo CpG de pelo menos 60% do que seria estatisticamente esperado (~4-6%), enquanto o resto do genoma tem uma frequência CpG muito menor (~1%), um fenômeno chamado supressão de CG. Ao contrário dos sítios CpG na região codificadora de um gene, na maioria dos casos os sítios CpG nas ilhas CpG de promotores não são metilados se os genes forem expressos. Esta observação levou à especulação de que a metilação de sítios CpG no promotor de um gene pode inibir a expressão do gene. A metilação, juntamente com a modificação de histonas, é fundamental para a impressão genômica. A maioria das diferenças de metilação entre tecidos, ou entre amostras normais e de câncer, ocorre a uma curta distância das ilhas CpG (nas "costa da ilha CpG"), e não nas próprias ilhas.
As ilhas CpG ocorrem tipicamente no local de início da transcrição de genes, particularmente genes de manutenção, em vertebrados. A base C (citosina) seguida imediatamente por uma base G (guanina), um CpG, é raro no DNA de vertebrados porque as citosinas em tal arranjo tendem a ser metiladas. Essa metilação ajuda a distinguir a fita de DNA recém-sintetizada da fita-mãe, o que auxilia nos estágios finais da revisão do DNA após a duplicação. No entanto, com o tempo, as citosinas metiladas tendem a se transformar em timinas devido à desaminação espontânea. Existe uma enzima especial em humanos (Timina-DNA glicosilase, ou TDG) que substitui especificamente T's de incompatibilidades T/G. No entanto, devido à raridade dos CpGs, teoriza-se que seja insuficientemente eficaz na prevenção de uma mutação possivelmente rápida dos dinucleotídeos. A existência de ilhas CpG geralmente é explicada pela existência de forças seletivas para teores relativamente altos de CpG, ou baixos níveis de metilação nessa área genômica, talvez tendo a ver com a regulação da expressão gênica. Um estudo de 2011 mostrou que a maioria das ilhas CpG são resultado de forças não seletivas.

## Metilação, silenciamento, câncer e envelhecimento

Uma imagem mostrando um mecanismo evolutivo hipotético por trás da formação da ilha CpG.

### Ilhas CpG em promotores
Em humanos, cerca de 70% dos promotores localizados perto do sítio de início da transcrição de um gene (promotores proximais) contêm uma ilha CpG.
Os elementos promotores distais também contêm frequentemente ilhas CpG. Um exemplo é o gene de reparo de DNA ERCC1, onde o elemento contendo a ilha CpG está localizado cerca de 5.400 nucleotídeos a montante do sítio de início da transcrição do gene ERCC1. As ilhas CpG também ocorrem com frequência em promotores de RNAs não codificantes funcionais, como microRNAs.

### Metilação de ilhas CpG silencia genes de forma estável
Em humanos, a metilação do DNA ocorre na posição 5 do anel pirimidina dos resíduos de citosina dentro dos sítios CpG para formar 5-metilcitosinas. A presença de múltiplos sítios CpG metilados em ilhas CpG de promotores causa silenciamento estável de genes. O silenciamento de um gene pode ser iniciado por outros mecanismos, mas isso geralmente é seguido pela metilação de sítios CpG na ilha CpG do promotor para causar o silenciamento estável do gene.

### Hiper/hipometilação do promotor CpG no câncer
Em cânceres, a perda de expressão de genes ocorre cerca de 10 vezes mais frequentemente por hipermetilação de ilhas CpG promotoras do que por mutações. Por exemplo, em um câncer colorretal, geralmente há cerca de 3 a 6 mutações de motorista e 33 a 66 mutações de carona ou passageiro. Em contraste, em um estudo de tumores de cólon em comparação com a mucosa colônica adjacente de aparência normal, 1.734 ilhas CpG foram fortemente metiladas em tumores, enquanto essas ilhas CpG não foram metiladas na mucosa adjacente. Metade das ilhas CpG estavam em promotores de genes codificadores de proteínas anotados, sugerindo que cerca de 867 genes em um tumor de cólon perderam expressão devido à metilação da ilha CpG. Um estudo separado encontrou uma média de 1.549 regiões diferencialmente metiladas (hipermetiladas ou hipometiladas) nos genomas de seis cânceres de cólon (em comparação com a mucosa adjacente), das quais 629 estavam em regiões promotoras conhecidas de genes. Um terceiro estudo encontrou mais de 2.000 genes metilados diferencialmente entre cânceres de cólon e mucosa adjacente. Usando a análise de enriquecimento do conjunto de genes, 569 dos 938 conjuntos de genes foram hipermetilados e 369 foram hipometilados em cânceres. A hipometilação de ilhas CpG em promotores resulta em superexpressão dos genes ou conjuntos de genes afetados.
Um estudo de 2012 listou 147 genes específicos com promotores hipermetilados associados ao câncer de cólon, juntamente com a frequência com que essas hipermetilações foram encontradas em cânceres de cólon. Pelo menos 10 desses genes tinham promotores hipermetilados em quase 100% dos cânceres de cólon. Eles também indicaram 11 microRNAs cujos promotores foram hipermetilados em cânceres de cólon em frequências entre 50% e 100% dos cânceres. MicroRNAs (miRNAs) são pequenos RNAs endógenos que emparelham com sequências em RNAs mensageiros para direcionar a repressão pós-transcricional. Em média, cada microRNA reprime várias centenas de genes-alvo. Assim, os microRNAs com promotores hipermetilados podem permitir a superexpressão de centenas a milhares de genes em um câncer.
A informação acima mostra que, em cânceres, a hiper/hipometilação do promotor CpG de genes e de microRNAs causa perda de expressão (ou, às vezes, expressão aumentada) de muito mais genes do que a mutação.

### Genes de reparo de DNA com promotores hiper/hipometilados em cânceres
Os genes de reparo do DNA são frequentemente reprimidos em cânceres devido à hipermetilação das ilhas CpG dentro de seus promotores. Em carcinomas de células escamosas de cabeça e pescoço, pelo menos 15 genes de reparo de DNA têm frequentemente promotores hipermetilados; estes genes são XRCC1, MLH3, PMS1, RAD51B, XRCC3, RAD54B, BRCA1, SHFM1, GEN1, FANCE, FAAP20, SPRTN, SETMAR, HUS1 e PER1. Cerca de dezessete tipos de câncer são frequentemente deficientes em um ou mais genes de reparo do DNA devido à hipermetilação de seus promotores. Como exemplo, a hipermetilação do promotor do gene de reparo do DNA MGMT ocorre em 93% dos cânceres de bexiga, 88% dos cânceres de estômago, 74% dos cânceres de tireóide, 40%-90% dos cânceres colorretais e 50% dos cânceres cerebrais. A hipermetilação do promotor de LIG4 ocorre em 82% dos cânceres colorretais. A hipermetilação do promotor de NEIL1 ocorre em 62% dos cânceres de cabeça e pescoço e em 42% dos cânceres de pulmão de células não pequenas . A hipermetilação do promotor de ATM ocorre em 47% dos cânceres de pulmão de células não pequenas . A hipermetilação do promotor de MLH1 ocorre em 48% dos carcinomas de células escamosas de câncer de pulmão de células não pequenas. A hipermetilação do promotor de FANCB ocorre em 46% dos cânceres de cabeça e pescoço .
Por outro lado, os promotores de dois genes, PARP1 e FEN1, foram hipometilados e esses genes foram superexpressos em vários cânceres. PARP1 e FEN1 são genes essenciais na junção de extremidades mediada por microhomologia da via de reparo de DNA mutagênica e propensa a erros. Se essa via for superexpressa, o excesso de mutações que ela causa pode levar ao câncer. PARP1 é superexpresso em leucemias ativadas por tirosina quinase, em neuroblastoma, em tumores testiculares e de outras células germinativas, e no sarcoma de Ewing, FEN1 é superexpresso na maioria dos cânceres da mama, próstata, estômago, neuroblastomas, pancreático, e pulmão.
Danos ao DNA parecem ser a principal causa subjacente do câncer. Se o reparo preciso do DNA for deficiente, os danos no DNA tendem a se acumular. Tal dano excessivo ao DNA pode aumentar os erros mutacionais durante a replicação do DNA devido à síntese de translesão propensa a erros. O excesso de dano ao DNA também pode aumentar as alterações epigenéticas devido a erros durante o reparo do DNA. Tais mutações e alterações epigenéticas podem dar origem ao câncer (ver neoplasias malignas ). Assim, a hiper/hipometilação da ilha CpG nos promotores dos genes de reparo do DNA provavelmente é central para a progressão para o câncer.

### Metilação de sítios CpG com a idade
Como a idade tem um forte efeito nos níveis de metilação do DNA em dezenas de milhares de locais CpG, pode-se definir um relógio biológico altamente preciso (referido como relógio epigenético ou idade de metilação do DNA) em humanos e chimpanzés.

### Sítios não metilados
Sítios de dinucleotídeos CpG não metilados podem ser detectados pelo receptor Toll-like 9 (TLR 9) em células dendríticas plasmocitóides, monócitos, células natural killer (NK) e células B em humanos. Isso é usado para detectar infecção viral intracelular.

## Papel dos sítios CpG na memória
Em mamíferos, DNA metiltransferases (que adicionam grupos metil a bases de DNA) exibem uma preferência de sequência para citosinas dentro de sítios CpG. No cérebro do camundongo, 4,2% de todas as citosinas são metiladas, principalmente no contexto dos sítios CpG, formando 5mCpG. A maioria dos sítios de 5mCpG hipermetilados aumenta a repressão de genes associados.
Conforme revisado por Duke et al., a metilação do DNA do neurônio (repressão da expressão de genes particulares) é alterada pela atividade neuronal. A metilação do DNA do neurônio é necessária para a plasticidade sináptica ; é modificado pelas experiências; e a metilação e desmetilação ativa do DNA é necessária para a formação e manutenção da memória.
Em 2016 Halder et al. usando camundongos, e em 2017 Duke et al. usando ratos, submeteu os roedores ao condicionamento contextual do medo, causando a formação de uma memória de longo prazo especialmente forte. Às 24 horas após o condicionamento, na região do hipocampo do cérebro de ratos, a expressão de 1.048 genes foi regulada negativamente (geralmente associada a 5mCpG em promotores de genes ) e a expressão de 564 genes foi regulada positivamente (muitas vezes associada à hipometilação de CpG sítios em promotores de genes). Às 24 horas após o treinamento, 9,2% dos genes no genoma do rato dos neurônios do hipocampo foram metilados diferencialmente. No entanto, embora o hipocampo seja essencial para aprender novas informações, ele não armazena informações. Nos experimentos com ratos de Halder, 1.206 genes metilados diferencialmente foram vistos no hipocampo uma hora após o condicionamento contextual do medo, mas essas metilações alteradas foram revertidas e não foram vistas após quatro semanas. Em contraste com a ausência de alterações de metilação de CpG a longo prazo no hipocampo, a metilação diferencial substancial de CpG pode ser detectada em neurônios corticais durante a manutenção da memória. Havia 1.223 genes metilados diferencialmente no córtex cingulado anterior de camundongos quatro semanas após o condicionamento contextual do medo.

### A desmetilação em locais CpG requer atividade de ROS

Iniciação da desmetilação do DNA em um sítio CpG.

Em células somáticas adultas, a metilação do DNA ocorre tipicamente no contexto de dinucleotídeos CpG (sítios CpG), formando 5-metilcitosina- pG, ou 5mCpG. As espécies reativas de oxigênio (ROS) podem atacar a guanina no sítio dinucleotídeo, formando 8-hidroxi-2'-desoxiguanosina (8-OHdG), e resultando em um sítio dinucleotídeo 5mCp-8-OHdG. A enzima de reparo de excisão de base OGG1 tem como alvo 8-OHdG e se liga à lesão sem excisão imediata. OGG1, presente em um sítio 5mCp-8-OHdG recruta TET1 e TET1 oxida o 5mC adjacente ao 8-OHdG. Isso inicia a desmetilação de 5mC.

Desmetilação de 5-Metilcitosina (5mC) no DNA do neurônio.

Conforme revisado em 2018, em neurônios cerebrais, 5mC é oxidado pela família de dioxigenases de dez onze translocações (TET) (TET1, TET2, TET3) para gerar 5-hidroximetilcitosina (5hmC). Em etapas sucessivas, as enzimas TET hidroxilam ainda mais 5hmC para gerar 5-formilcitosina (5fC) e 5-carboxilcitosina (5caC). Timina-DNA glicosilase (TDG) reconhece as bases intermediárias 5fC e 5caC e extirpa a ligação glicosídica resultando em um sítio apirimidínico (sítio AP). Em uma via de desaminação oxidativa alternativa, 5hmC pode ser oxidativamente desaminado por desaminases do complexo de edição de mRNA de citidina desaminase/apolipoproteína B induzida por atividade (AID/APOBEC) para formar 5-hidroximetiluracil (5hmU) ou 5mC pode ser convertido em timina (Thy). 5hmU pode ser clivada por TDG, uracil-DNA glicosilase 1 monofuncional seletiva de fita simples (SMUG1), Nei-Like DNA Glicosilase 1 (NEIL1), ou proteína 4 de ligação a metil-CpG ( MBD4). Os sítios AP e as incompatibilidades T:G são então reparados por enzimas de reparo por excisão de base (BER) para produzir citosina (Cyt).
Duas revisões resumem o grande corpo de evidências para o papel crítico e essencial de ROS na formação da memória. A desmetilação do DNA de milhares de sítios CpG durante a formação da memória depende da iniciação por ROS. Em 2016, Zhou et al., mostraram que as ROS têm um papel central na desmetilação do DNA .
TET1 é uma enzima chave envolvida na desmetilação de 5mCpG. No entanto, TET1 só é capaz de agir em 5mCpG se um ROS tiver atuado primeiro na guanina para formar 8-hidroxi-2'-desoxiguanosina (8-OHdG), resultando em um dinucleotídeo 5mCp-8-OHdG (veja a primeira figura neste seção). Após a formação de 5mCp-8-OHdG, a enzima de reparo por excisão de base OGG1 liga-se à lesão de 8-OHdG sem excisão imediata. A adesão de OGG1 ao sítio 5mCp-8-OHdG recruta TET1, permitindo que TET1 oxide os 5mC adjacentes a 8-OHdG, como mostrado na primeira figura desta seção. Isso inicia a via de desmetilação mostrada na segunda figura desta seção.
A expressão alterada de proteínas em neurônios, controlada pela desmetilação dependente de ROS de sítios CpG em promotores de genes dentro do DNA do neurônio, é central para a formação da memória.

## Perda de CPG
A depleção de CPG foi observada no processo de metilação do DNA de Elementos Transponíveis (ETs), onde os ETs não são apenas responsáveis pela expansão do genoma, mas também pela perda de CpG no DNA do hospedeiro. Os ETs podem ser conhecidos como "centros de metilação", pelo qual, no processo de metilação, os ETs se espalham no DNA flanqueador uma vez no DNA do hospedeiro. Essa disseminação pode resultar subsequentemente em perda de CPG ao longo do tempo evolutivo. Tempos evolutivos mais antigos mostram uma maior perda de CpG no DNA flanqueador, em comparação com os tempos evolutivos mais jovens. Portanto, a metilação do DNA pode eventualmente levar à perda perceptível de sítios CpG no DNA vizinho.

### O tamanho do genoma e a razão CPG estão negativamente correlacionados

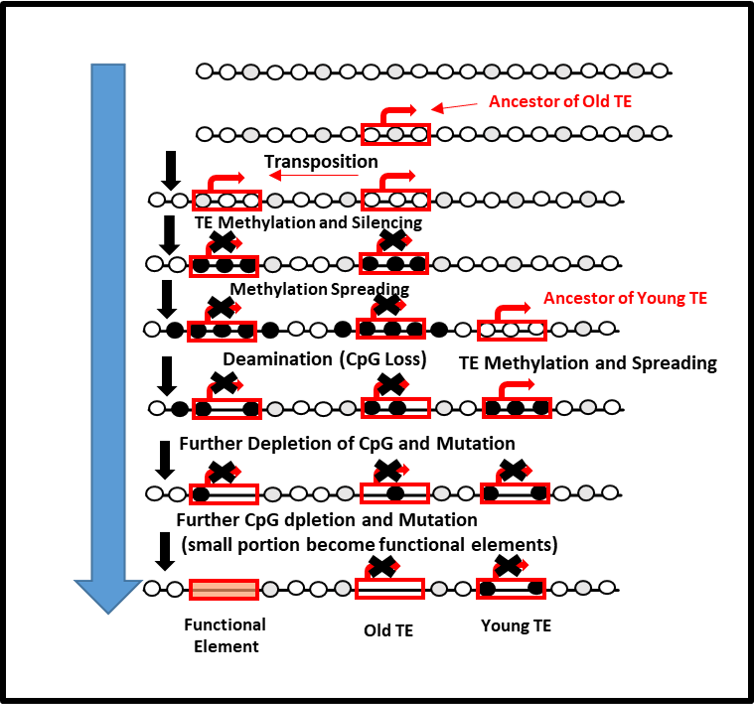
A metilação de CpG contribui para a expansão do genoma e, consequentemente, para a depleção de CpG. Esta imagem mostra um genoma sem ETs e sítios CpG não metilados, e a inserção e transposição de um TE levam à metilação e silenciamento do TE. Através do processo de metilação do CpG é encontrada uma diminuição no CpG.

Estudos anteriores confirmaram a variedade de tamanhos de genomas em quantidade de espécies, onde invertebrados e vertebrados possuem genomas pequenos e grandes em comparação aos humanos. O tamanho do genoma está fortemente ligado ao número de elementos transponíveis. No entanto, existe uma correlação entre o número de metilação dos ETs versus a quantidade de CPG. Essa correlação negativa, consequentemente, causa depleção de CPG devido à metilação do DNA intergênico, que é principalmente atribuída à metilação dos ETs. No geral, isso contribui para uma quantidade notável de perda de CPG em diferentes espécies de genomas.

#### Sequências de Alu como promotores de perda de CPG
Os elementos Alu são conhecidos como o tipo mais abundante de elementos transponíveis. Alguns estudos têm utilizado elementos Alu como forma de estudar a ideia de qual fator é responsável pela expansão do genoma. Os elementos Alu são ricos em CPG em uma quantidade maior de sequência, ao contrário de LINEs e ERVs. Alus pode funcionar como um centro de metilação, e a inserção em um DNA hospedeiro pode produzir metilação de DNA e provocar uma disseminação na área de DNA flanqueante. Essa disseminação é o motivo pelo qual há uma perda considerável de CPG e um aumento considerável na expansão do genoma. No entanto, este é um resultado que é analisado ao longo do tempo, pois elementos Alus mais antigos apresentam maior perda de CPG em sítios de DNA vizinhos em comparação com os mais jovens.